# Lecane niwati
Lecane niwati är en hjuldjursart som beskrevs av Segers, Kothetip och Sanoamuang 2004. Lecane niwati ingår i släktet Lecane och familjen Lecanidae. Inga underarter finns listade i Catalogue of Life.